# Асуеро
Асуеро (ісп. Península de Azuero) — півострів в Центральній Америці, на півдні Панами.

## Топонім
Півострів названий на честь колумбійського політика і журналіста Вісенте Асуеро Плата.

## Географія
Півострів виступає на південь від Панамського перешийка. З півдня і заходу омивається Тихим океаном, на сході — Панамською затокою. Мис Мар'ято в південно-західній частині є найпівденнішою точної Північної Америки. Півострів розділений на три панамські провінції: Еррера, Лос-Сантос, Верагуас.